# Letto a tre piazze
Letto a tre piazze è un film del 1960, diretto da Steno e interpretato da Totò e Peppino De Filippo.

## Trama
Roma, 1960. Peppino Castagnano, stimato professore liceale di lettere, è felicemente sposato con Amalia da dieci anni. Ma, proprio durante i festeggiamenti del fatidico anniversario, riappare Antonio Di Cosimo, primo marito di Amalia dato disperso in Russia durante la guerra e dichiarato morto dallo stesso Peppino tempo prima. Chiesto consulto al solerte avvocato Vacchi, amico di famiglia e da sempre impenitentemente innamorato di Amalia, i due mariti ricevono tale sentenza: essendo stata accertata l'esistenza di Antonio, il matrimonio tra Peppino e Amalia decade per legge.
La donna, però, è combattuta: da una parte non riesce a rinunciare al suo secondo consorte; dall'altra, ritrovato Antonio dopo anni, non se la sente di lasciarlo solo. I tre, così, tentano una vita coniugale a tre, assurda e complicatissima fin dall'inizio. Geloso com'è di Amalia al pari di Antonio, Peppino non vuole lasciarlo solo in casa, sicché decide di condurlo con sé a scuola spacciandolo per suo assistente alle allieve e al preside. Antonio, tuttavia, in modo fortuito e imbarazzante svela a tutti la vicenda esponendo Peppino al pubblico ludibrio dinanzi alle studentesse e causandone il suo licenziamento dal liceo.
Viene, così, convocato d'urgenza Don Ignazio, il sacerdote che ha celebrato le nozze tra Peppino e Amalia, in quanto quest'ultima e Antonio, pur essendosi uniti in matrimonio, non hanno consumato l'atto coniugale. Il curato consiglia ad Amalia e al suo primo marito di "perfezionare" la loro unione partendo per un viaggio, pur con l'ingombrante presenza di Peppino ossessionato dalla pretesa di controllare la donna. Durante la vacanza, l'astio tra Antonio e Peppino aumenta notevolmente di tono, al punto da provocare alla moglie un esaurimento nervoso con conseguente ricovero in clinica, il più lontano possibile dai coniugi.
Antonio e Peppino, tuttavia, sono disposti a ogni mezzo pur di avere la meglio. Il primo fa persino pedinare da un detective il rivale trovandolo in un night club, in compagnia dell'avvocato Vacchi, mentre assiste all'esibizione della conturbante showgirl Janette. In realtà il professore, su consiglio del legale, vuole usare la soubrette come esca per sedurre Antonio e, in tal modo, screditarlo agli occhi di Amalia. Peppino si reca dunque a casa di Janette per mettere a punto il piano, ma viene raggiunto ben presto da Antonio: ne nasce un ennesimo battibecco tra i due, fermati dalla polizia in seguito alle proteste degli inquilini.
Credendo per sbaglio a un loro tradimento, Amalia decide di non volerli più vedere, e ad approfittarne è Vacchi, il quale la invita a una crociera alle Canarie con i suoi amici. Ciò spinge Antonio e Peppino a raggiungere immediatamente la moglie, ma l'aereo che li sta portando in Spagna s'inabissa in mare facendo perdere le sue tracce. Sette anni dopo, i due ex-naufraghi, diventati nel frattempo amici, tornano a casa sicuri che dopo tanto tempo Amalia abbia ormai deciso con chi stare tra loro due e bussano alla porta proprio mentre Amalia sta festeggiando insieme a Vacchi il matrimonio appena celebrato, sette anni dopo la scomparsa dei due ex mariti.

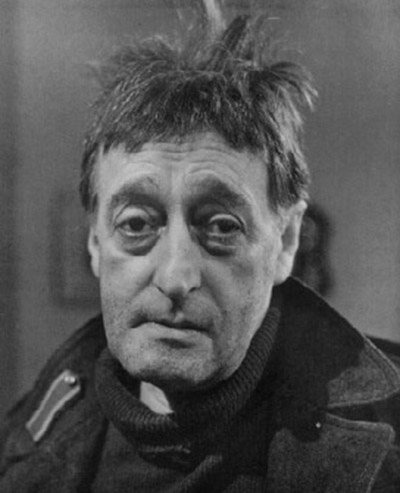
Totò sul set del film (1960)

## Produzione

### Cast e personaggi
Per la seconda volta dopo il film I tartassati, Steno ripropone il personaggio del prete Don Ignazio interpretato da Cesare Fantoni.
Il film è in parte doppiato e in parte in presa diretta. Per questo motivo alcuni personaggi, come quello interpretato da Nadia Gray, hanno in diverse scene voci differenti.
Rosetta Calavetta, doppiatrice di Nadia Gray, offre alla protagonista un'eccellente espressività che rende il film un esempio di completa adeguatezza della voce alla mimica.